# Claire Carver-Dias
Claire Carver-Dias   (Burlington, 19 de maig de 1977) és una nedadora canadenca de natació sincronitzada medallera de bronze olímpica el 2000 en el concurs per equips.

## Carrera esportiva
Als Jocs Olímpics de 2000 celebrats a Sydney (Austràlia) va guanyar la medalla de bronze en el concurs per equips, amb una puntuació de 97 punts, després de Rússia (or amb 99 punts) i Japó (plata amb 98 punts), sent les seves companyes d'equip: Lyne Beaumont, Erin Chan, Catherine Garceau, Fanny Létourneau, Kristin Normand, Jacinthe Taillon, Reidun Tatham i Jessica Chase.